# Marisa Millerová
Marisa Lee Millerová, rozená Bertettaová (* 6. srpna 1978 Santa Cruz) je americká herečka a modelka. Je vysoká 173 cm, její míry jsou 87-59-89. Modelingu se věnuje od svých šestnácti let, pózovala pro časopisy Perfect 10, Vogue, Vanity Fair a Sports Illustrated Swimsuit Issue, spolupracovala také s fotografem Mariem Testinem. Dělala reklamy pro Victoria's Secret, Tommyho Hilfigera, Nordstrom a Captain Morgan, byla mluvčí značky Harley-Davidson, propagovala i National Football League. V roce 2008 se umístila v čele žebříčku nejpřitažlivějších žen světa, sestaveného časopisem Maxim, v roce 2010 vyhrála obdobnou anketu mezi čtenáři FHM. Hrála v televizních seriálech Jak jsem poznal vaši matku a Gary Unmarried, byla porotkyní soutěže America's Next Top Model. V roce 2013 vytvořila jednu z hlavních rolí filmu Roberta Schwentkeho R.I.P.D. – URNA: Útvar Rozhodně Neživých Agentů. Angažuje se také v dobročinných organizacích, jako je American Cancer Society. Je vyznavačkou surfingu a podporuje boj proti znečišťování oceánů.